# 트로브리지

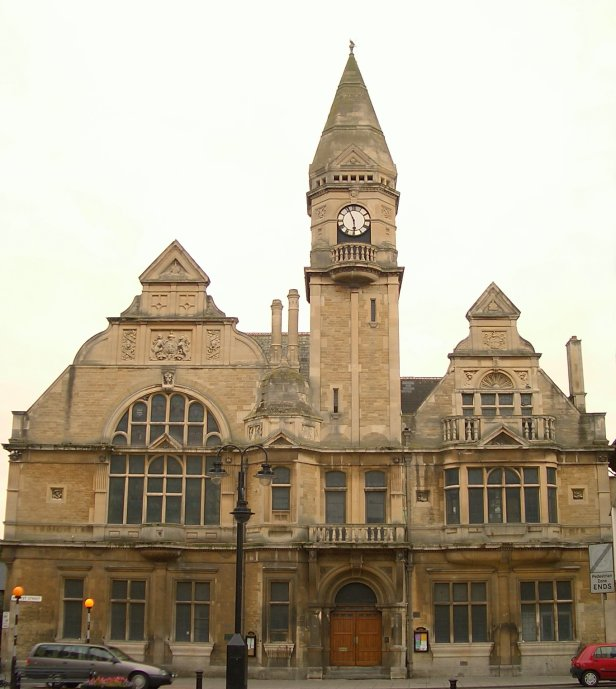
트로브리지

트로브리지(Trowbridge)는 영국 윌트셔주의 주도로, 인구는 28,163명이다.